# داني غيثر
داني غيثر (بالإنجليزية: Danny Gaither)‏ هو مغني أمريكي، ولد في 20 نوفمبر 1938 في الإسكندرية في الولايات المتحدة، وتوفي في 6 أبريل 2001.

## روابط خارجية
- داني غيثر على موقع IMDb (الإنجليزية)
- داني غيثر على موقع ميوزك برينز (الإنجليزية)
- داني غيثر على موقع ديسكوغز (الإنجليزية)